# ウマノスズクサ目
ウマノスズクサ目 (ウマノスズクサもく、Aristolochiales) は被子植物の目のひとつで、ウマノスズクサ科をタイプ科とするもの。分類体系によって含まれる科は異なる。

## 分類

### APG植物分類体系
APG植物分類体系ではウマノスズクサ科がコショウ目に入っているのでウマノスズクサ目の名前は使われていない。

### クロンキスト体系
クロンキスト体系ではモクレン亜綱に含まれ、ウマノスズクサ科のみの単型の目である。
被子植物門 Magnoliophyta
双子葉植物綱 Magnoliopsida
モクレン亜綱 Magnoliidae
ウマノスズクサ目 Aristolochiales
- ウマノスズクサ科 Aristolochiaceae

### 新エングラー体系
新エングラー体系では古生花被亜綱（≒離弁花類）の中にあり、3科を含む。
被子植物門 Angiospermae
双子葉植物綱 Dicotyledoneae
ウマノスズクサ目 Aristolochiales
- ウマノスズクサ科 ARistollochiaceae
- ラフレシア科 Rafflesiaceae
- ヒドノラ科 Hydnoraceae